# Honda Firestorm
Honda VTR1000F Firestorm började säljas 1997 och är i stort sett oförändrad även idag (2005), det enda som skiljer är effektuttag och instrumentering. Det är en så kallad sporttouringmotorcykel ifrån Honda. Fyrtaktsmotorn är en 90 graders V2:a med dubbla 48mm förgasare av CV-typ på 110 hästkrafter, men såldes strypt till 98 hästkrafter på vissa marknader för att klara avgaskrav och få en lägre försäkringsklass. Motorcykeln gör 0-100 km/h på 3,1 sekunder och 0-200 km/h på 12,1 sekunder. På den amerikanska marknaden heter modellen Superhawk.